# Kristi Castlin
Kristi Castlin (Douglasville, Georgia (Estados Unidos), 7 de julio de 1988) es una atleta estadounidense, especializada en la prueba de 100 m vallas en la que llegó a ser medallista de bronce olímpica en 2016.

## Carrera deportiva
En los JJ. OO. de Río 2016 ganó la medalla de bronce en los 100 metros vallas, con un tiempo de 12.61 segundos, llegando a la meta tras sus compatriotas las también estadounidenses Brianna Rollins y Nia Ali.